# Manic Street Preachers
Manic Street Preachers er en rockgruppe fra Wales, som startede karrieren som rebelsk og samfundsrevsende punkrock-kvartet på albummene 'Generation Terrorists' (1992), 'Gold Against the Soul' (1993) og ikke mindst det dystopiske hovedværk 'The Holy Bible' fra 1994.
Året efter, i 1995, blev kvartetten til en trio, da guitaristen og tekstforfatteren Richey James Edwards forsvandt sporløst, én dag før han sammen med forsanger James Dean Bradfield skulle have været på promotiontur til USA.
Efter James' forsvinden satte de resterende medlemmer bandet på stand by. Efter et halvt års betænkningstid blev de dog enige om at fortsætte sammen, hvilket i 1996 resulterede i det melodisk modne og reflekterede album 'Everything Must Go', der både høstede læssevis af anmelderroser og pæne salgstal.
Kommercielt toppede Manic Street Preachers i 1998 med 'This Is My Truth Tell Me Yours', der sikrede gruppen sin første topplacering på den britiske albumhitliste. Samtidig inkasserede gruppen dog en del kritik for albummets meget producerede og polerede lyd. En kritik der blev gentaget ved udsendelsen af 'Know Your Enemy' og 'Lifeblood' i henholdsvis 2001 og 2004.
Albummet 'Journal For Plague Lovers' fra 2009 indeholder udelukkende sange med tekster  af den forsvundne Edwards.[kilde mangler]
I 2010 udsendte Manic Street Preachers sit seneste, tiende studiealbum 'Postcards From a Young Man'. Her kombineres de unge års pågående guitarrock med storladne stadionmelodier. 

## Diskografi

### Albums
- 1992: Generation Terrorists
- 1993: Gold Against the Soul
- 1994: The Holy Bible
- 1996: Everything Must Go
- 1998: This Is My Truth Tell Me Yours
- 2001: Know Your Enemy
- 2004: Lifeblood
- 2007: Send Away the Tigers
- 2009: Journal for Plague Lovers
- 2010: Postcards From a Young Man
- 2013: Rewind the Film
- 2014: Futurology
- 2018: Resistance Is Futile
- 2021: The Ultra Vivid Lament